# Lino De Toni
Lino De Toni (Agordo, 18 ottobre 1972) è un ex hockeista su ghiaccio italiano, di ruolo attaccante.
È un giocatore dell'Hockey Club Alleghe. È alto 178 cm per 73 kg di peso.
Nel corso di questa stagione è diventato il giocatore che ha totalizzato più punti in assoluto nella storia del club, di cui è capitano e bandiera.
Lino De Toni è lo storico capitano dell'Hockey Club Alleghe.
Esordì nella stagione 1990-91 e ha giocato quasi sempre nell'Hockey Club Alleghe.
Sono solo due le eccezioni: la prima è una breve parentesi nell'Hockey Club Bolzano nella stagione 1996-97, stagione in cui tutte le squadre ad eccezione dei bolzanini e dell'HC Milano 24 si autoretrocessero in A2; la federazione decise che le prime quattro della seconda serie avrebbero conteso alle due compagini lo scudetto e De Toni, dopo aver disputato l'A2 con l'Alleghe senza riuscire a qualificarsi, passò agli altoatesini.
Ha poi chiuso la carriera al termine della stagione 2010-2011, disputata con l'SG Cortina.
Nel mese di ottobre Lino De Toni si sistema all'Hockey Pergine per disputare il campionato di A2.
Ha esordito in nazionale nel 1991.
Ha vinto uno scudetto nell'esperienza a Bolzano (1996-97), mentre con l'Alleghe ha vinto un'Alpenliga (1992, in finale contro un'altra italiana, proprio l'HC Bolzano).